# Jazz Summers
Gordon Summers (15 de marzo de 1944–14 de agosto de 2015), más conocido como Jazz Summers, fue un mánager británico. Fue el representante de grupos como Snow Patrol, The Verve, Scissor Sisters y Klaxons. Junto a Simon Napier-Bell, co-gestionó Wham! y se le atribuye el haber traspasado el mercado de Estados Unidos en 1985 y convertirse en el primer conjunto de pop occidental en visitar China.

## Primeros años
A la edad de 12 años fue enviado a Gordon Boys, una escuela militar en Woking. Tres años después se enroló en el ejército. Se desempeñó como técnico radiólogo en Hong Kong y Malasia.
En 1986, fundó la compañía discográfica Big Life junto a Tim Parry. Entre sus otros intereses relacionados con la música se encuentra su papel como presidente del Music Managers Forum.

## Vida personal
Contrajo matrimonio en al menos dos oportunidades con la cantante de pop Yazz, a quien también representó una vez que se habían separado. Su última esposa fue Dianna, con quien tuvo tres hijas.
Summers refutaba las acusaciones sobre su conducta, diciendo: "nunca he quemado un escenario, ni golpeado a un trabajador de Artists and repertoire. Encerré a uno en un armario una oportunidad, como castigo por alguna actitud racista y sexista que ha tenido." Su autobiografía, Bif Life, fue publicada en septiembre de 2013.

## Tributos póstumos
Summers murió en la noche del 14 de agosto de 2015 tras padecer cáncer de pulmón durante dos años. Tras su muerte, varios artistas como Tim Burgess, The Futureheads, Boy George y Zane Lowe le rindieron tributo vía Twitter.